# Jean Ian Carré
Jean Ian Carré (* 6. Februar 1993) ist ein mauritischer Leichtathlet, der sich auf den Hammerwurf spezialisiert hat.

## Sportliche Laufbahn
Erste internationale Erfahrungen sammelte Jean Ian Carré im Jahr 2022, als er bei den Afrikameisterschaften in Port Louis mit einer Weite von 51,75 m den siebten Platz belegte. Im Jahr darauf siegte er mit 52,50 m bei den Spielen der Frankophonie in Kinshasa und 2024 belegte er bei den Afrikaspielen in Accra mit 53,04 m den sechsten Platz.
In den Jahren 2021 und 2023 wurde Carré mauritischer Meister im Hammerwurf.